# 永井柳太郎 (俳優)
永井 柳太郎（ながい りゅうたろう、1903年3月8日 - 1986年2月28日）は、滋賀県栗太郡物部村（現：守山市）出身の俳優。本名は高橋 由松。

## 人物
小学校中退。
1920年、新派の俳優・伊井蓉峰の門下生となる。
時代劇では捕り方役などで出演していた。
新派、文藝団、マキノ撮影所、松竹、東宝、新東宝、フリーを経て、さち子プロに所属していた。
1986年2月28日、死去。82歳没。

## 出演作品

### 映画
- 奇傑鬼鹿毛 第一篇（1925年、マキノプロ）
- 中山安兵衛（1925年、マキノプロ） - 金太
- 糸の乱れ 後篇（1925年、マキノプロ） - 梶川長兵衛
- 呑喰気抜之助（1925年、マキノプロ） - 根津新八
- 男達（1926年、マキノプロ）
- 怪人 狼（1926年、マキノプロ） - 野路弥兵衛
  - 前篇
  - 中篇
  - 後篇
- 修羅八荒（1926年、マキノプロ） - 怪しき旅人
  - 第一篇
  - 第二篇
- 小剣豪（1926年、マキノプロ）
- 臆病武士（1926年、マキノプロ）
- 孔雀の光 第二篇（1926年、マキノプロ） - 藤原従者
- 大晏寺堤（1926年、マキノプロ） - 彦坂甚六
- 人生親爺となる勿れ（1926年、マキノプロ） - 吉田（社員）
- 刃門（1926年、マキノプロ） - 目明し文吉
- 夢の芝浜（1926年、マキノプロ） - 由さん（魚屋）
- 三千石（1926年、マキノプロ） - 按摩針市
- 灰色の街（1926年、マキノプロ） - 土管の彦八
- 憤怒（1926年、マキノプロ） - 朔太郎の同僚
- 仇討商売（1926年、マキノプロ）
- 前篇
- 後篇
- 真葛ケ原女腹切（1926年、マキノプロ）
- どんぐり長屋（1926年、マキノプロ） - 喜助
- 佐平次捕物帖 新釈紫頭巾（1926年、マキノプロ） - 隼の長次
  - 前篇
  - 後篇
- 影法師捕物帳（東亜キネマ） - 巾着切長吉
  - 影法師捕物帳 前篇（1926年）
  - 影法師捕物帳 後篇（1927年）
- 喧嘩買兵衛（1927年、勝見プロ） - 丹波屋の番頭
- へらへら武者修業記（1927年、マキノプロ） - 欲張り源八
- 悪魔の星の下に（1927年、マキノプロ） - 真木荘之助
- 悪党（1928年、マキノプロ） - 月影彩小郎
- 東海道膝栗毛（1928年、河合映画）
  - 第一篇 地獄から這上った弥次喜多
  - 新版東海道膝栗毛 第二篇 化かされた弥次喜多 - 胡麻の蝿
- 四谷怪談（1928年、河合映画） - 秋山長兵衛
- 悪童変化 第二篇（1928年、河合映画）
- 次郎吉三度笠（1928年、河合映画）
- 浮世囃子八人馬鹿（1929年、河合映画）
- 阿波の鳴門（1929年、河合映画）
- 天草異聞邪宗船（1929年、河合映画）
- 座光寺源三郎（1929年、河合映画）
- 異説 番町皿屋敷（1929年、河合映画） - 相川忠太夫（用人）
- 蓮座地獄絵（1929年、河合映画）
- 盲暦（1929年、河合映画）
- 濁流鬼（1929年、河合映画）
- 股から覗いた国定忠次 山形屋藤蔵（1929年、河合映画）※主演
- 荒木又右衛門（1930年、松竹キネマ） - 小助
- 関の弥太っぺ（1930年、松竹キネマ） - 夏目新助
- 刀の中の父（1931年、松竹キネマ） - 初狩猿之助
- 郷土くずれ（1931年、松竹キネマ） - 不死身の丑五郎
- 丁髷便衣隊（1932年、松竹キネマ）
- 鼠小僧次郎吉（1932年、松竹キネマ） - 銀的の寅
  - 鼠小僧次郎吉
  - 鼠小僧次郎吉 解決篇
- 足軽は強いぞ（1932年、松竹キネマ） - 権九郎（無頼漢）
- 陸軍大行進（1932年、松竹キネマ） - 勤王の志士
- 忠臣蔵（1932年、松竹キネマ） - 千阪家用人
  - 前篇 赤穂京の巻
  - 後篇 江戸の巻
- お馴染 一心太助（1933年、松竹キネマ） - 笹尾喜内（用人）
- 天一坊と伊賀亮（1933年、松竹キネマ） - 大岡の用人
- 刺青判官（1933年、松竹キネマ） - 野呂崎権八
  - 刺青判官
  - 刺青判官 百さん危難の巻
  - 刺青判官 完結篇
- 二つ燈籠（1933年、松竹キネマ） - 友吉
- 天明旗本傘（松竹キネマ） - 甚公
  - 前篇 紅涙の巻（1933年）
  - 後篇 晴れる日の巻 （1934年）
- 月形半平太（1934年、松竹キネマ） - 古賀兵蔵
- 一本刀土俵入り（1934年、松竹キネマ） - いわしの北公
- 次郎吉格子（1934年、松竹キネマ） - 宿の亭主
- 愁風宴（1934年、松竹キネマ） - 仙蔵
  - 前篇 修羅の巻
  - 後篇 霽月の巻
- 八州侍やくざ（1934年、松竹キネマ）
- 鈴木新内（1935年、松竹キネマ） - 矢矧重佐
- 道中女仁義（1935年、松竹キネマ） - 波浮の庄太
- 勤王飛脚（1935年、松竹キネマ） - 篠原甲子太郎
- 雪之丞変化（松竹京都） - ムク犬
  - 雪之丞変化 第一篇（1935年）
  - 雪之丞変化 第二篇（1935年）
  - 雪之丞変化 解決篇 （1936年）
- かごや判官（1935年、松竹京都） - 風呂屋の客
- 流れ唄月の出潮（1935年、松竹キネマ）
- 千両小路（1936年、松竹キネマ） - 清兵衛
- 四十八人目（1936年、第一映画） - 八尾（吉良の付人）
- 故郷（1937年、J.O.スタヂオ） - 八兵衛（人夫）
- 南国太平記（1937年、J.O.スタヂオ） - 源公（大工）
- 裸武士道（1937年、J.O.スタヂオ） - 弥十（百姓）
- 東海美女伝（1937年、J.O.スタヂオ） - 金春大蔵（金山奉行）
- 血路（1937年、東宝映画） - 伝八（仲間）
- 日本一の岡っ引（1938年、東宝映画） - 矢柄兵造
- 五分の魂（1938年、東宝映画）
- 藤十郎の恋（1938年、東宝映画） - 田次郎（大道具方）
- 愛憎秘刃録（1938年、東宝映画） - 通り魔の吉
- 清水の次郎長（1938年、東宝映画） - 大岩村の大助
- 月下の若武者（1938年、東宝映画） - 飛田ノ鷲左
- 武道千一夜（1938年、東宝映画） - 亀吉（旅商人）
- 丹下左膳（東宝映画）
  - 新篇 丹下左膳 妖刀篇（1938年） - 甚公
  - 新篇 丹下左膳 隻手篇（1939年） - 甚公
  - 新篇 丹下左膳 隻眼の巻（1939年） - 小八
  - 新篇 丹下左膳 恋車の巻（1940年） - 小八
- 浪人吹雪（1939年、東宝映画） - 大野九郎兵衛
- 忠臣蔵（1939年、東宝映画） - 左右田孫兵衛
  - 前篇
  - 後篇
- エノケンの鞍馬天狗（1939年、東宝映画） - 隼の辰吉
- 喧嘩鳶（1939年、東宝映画） - 加賀鳶舟六
  - 前篇
  - 後篇
- 小島の春（1940年、東宝映画） - 衛生委員
- 燃ゆる大空（1940年、東宝映画） - 爆撃隊
- 明朗五人男（1940年、東宝映画） - 家主
- 熱砂の誓ひ（1940年、東宝映画） - 建設総署技正
  - 前篇
  - 後篇
- 島は夕やけ（1941年、東宝映画）
- をり鶴七変化（1941年、東宝映画） - 駕屋助三
  - 前篇
  - 後篇
- 兵六夢物語（1943年、東宝映画）
- 怒りの海（1944年、東宝映画） - 源さん
- 東京五人男（1945年、東宝映画） - 弁造（国民酒場の主人）
- 或る夜の殿様（1946年、東宝） - 後藤巡査
- 聟入り豪華船（1947年、東宝） - 秋山源兵衛
- ぼんぼん（1947年、新東宝） - 治助（番頭）
- 唄まつり百万両（1948年、新東宝） - 山形屋甚兵衛
- 白頭巾現わる（1949年、新東宝） - あんま三泊
- 鍋島怪猫伝（1949年、新東宝） - 九郎助
- 中山安兵衛（1951年、新東宝） - 甚内（仲間）
- 遊侠往来（1951年、新東宝） - 乾分の源六
- 新遊侠伝（1951年、新東宝） - 乾分の源六
- おかあさん（1952年、新東宝） - 廃品回収人
- 銀二郎の片腕（1953年、新東宝） - かつ公
- すっ飛び千両旅（1953年、新東宝） - 柳湯の勝造
- 刺青殺人事件（1953年、新東宝） - 五郎助
- 女の一生（1953年、新東宝） - 三吉
- 叛乱（1954年、新東宝） - 中村の父
- 鼠小僧色ざんげ 月夜桜（1954年、新東宝） - 伝七
- 女の暦（1954年、新東宝） - 千吉
- 大岡政談・妖棋伝（1954年、新東宝） - 門野伴
  - 前篇 白蝋の仮面
  - 後篇 地獄谷の対決
- たん子たん吉珍道中（1954年、新東宝） - 田畑
  - 第1部 豆狸忍術合戦
  - 第2部 江戸恋馬子唄
  - 第3部 歌くらべ狸囃子
- 忍術児雷也（1955年、新東宝） - 鹿六
- 明治一代女（1955年、新東宝）
- 逆襲大蛇丸（1955年、新東宝） - 鹿六
- 花ざかり男一代（1955年、新東宝） - 安吉（小揚乾分）
- めくら狼（1955年、新東宝） - 藤兵衛
- 春色大盗伝（1955年、新東宝） - 大館三六
- 清水の三ン下奴（1955年、新東宝） - 大八（乾分）
- 美女決闘（1955年、新東宝） - 伊太八
- 赤城の血祭（1955年、新東宝） - 松井軍兵衛
- 次郎物語（1955年、新東宝） - 勘作
- 勝利をわが手に -港の乾杯-（1956年、日活） - 馬丁
- 快傑耶茶坊（1956年、日活） - 牧直
  - 前篇 流血島の鬼
  - 後篇 絶海の死闘
- 愛情（1956年、日活） - 喜作爺さん
- 旅鴉でござんす（1956年、日活） - 弁慶
- 甲武信嶽伝奇（1956年、日活） - と組の文七
  - 甲武信嶽伝奇 黄金地獄 人肌地獄
  - 甲武信嶽伝奇 決闘地獄
- ニコヨン物語（1956年、日活） - 中村（希望館の主）
- 8時間の恐怖（1957年、日活） - 柳川義太郎（農夫）
- 「廓」より 無法一代（1957年、日活） - 岡本鹿七（家主）
- 池田大助捕物帖 血染の白矢（1957年、日活） - 大和田伝兵衛
- 月下の若武者（1957年、日活） - 吉六
- 十七才の抵抗（1957年、日活） - 友蔵
- 日露戦争勝利の秘史 敵中横断三百里（1957年、大映東京）
- 乳房と銃弾（1958年、日活） - 庄司課長補佐
- 美しい庵主さん（1958年、日活） - 昌妙尼の父
- チャンチキおけさ（1958年、日活） - 東野栄造
- 海女の岩礁（1958年、日活） - 村の巡査
- 男のブルース（1958年、日活） - 今井五平
- 愛妻記（1959年、東宝） - 春光館主人
- 江戸遊民伝（1959年、松竹京都） - 小料理屋の亭主
- 高丸菊丸 疾風篇（1959年、松竹） - 黒蛇法師
- 愛の鐘（1959年、東宝） - 添森三造
- 人も歩けば（1960年、東宝） - 細井
- 続々べらんめえ芸者（1960年、東映） - 上岡（田所の大番頭）
- 地の涯に生きるもの（1960年、東宝） - 彦市の父
- 松川事件（1961年、新東宝） - 阿部の父
- 喜劇 駅前飯店（1962年、東宝） - 富三
- われらの友情（1966年、松竹） - 岩崎礼二
- さくら盃 義兄弟（1969年、日活） - 老爺
- おくさまは18才 新婚教室（1971年、東宝） - 医者

### テレビドラマ

#### NHK
- ここに人あり（1959年）
  - 第98話「海に生きる」
  - 第104話「小さな波紋」
- 事件記者
  - 第67、68話「毒蜂」（1959年） - 小野
  - 第100話「記者たまり所」（1960年）
  - 第149、150話「犠牲」（1961年）
  - 第384話「花道」（1965年）
- テレビ劇場 / 老人の眼（1959年）
- 灰色のシリーズ / 悪い日（1961年）
- 青春を返せ（1961年）
- テレビ指定席
  - 海を渡る人々（1961年）
  - 海の畑（1963年）
  - 恐山宿坊（1964年）
- 文芸劇場 / 指（1962年）
- 大河ドラマ
  - 太閤記（1965年） - 月清
  - 源義経（1966年）
  - 三姉妹 第30、31話（1967年） - 爺や
  - 天と地と 第9話「若竹の章 その五」（1969年）
  - 樅ノ木は残った（1970年）
  - 風と雲と虹と（1976年） - 老爺
- こども劇場 / ゲンとイズミ（1965年） - 音じい
- 大岡政談 池田大助捕物帳（1966年） - そばや仁助
- 日本の戦後 第3集「酒田紀行 農地改革の軌跡」（1977年）

#### 日本テレビ
- 次郎長外伝 富士の血煙り 鬼吉喧嘩状（1957年）
- 幡随院長兵衛（1958年）
- シャープクライマックス 人生はドラマだ 第12話「浪花千栄子」（1959年）
- この空の下に 第15話「夜の贈り物」（1960年）
- 廻れ人生 第18話「夜の猟銃」（1960年）
- 東レ サンデーステージ / 飼育（1961年）
- 続 地方記者 第5話「任侠記者」（1962年）
- 青春の群像 第7話（1963年）
- ダイヤル110番（1963年）
  - 第311話「闘う町」
  - 第322話「廃坑」
- 三波春夫の三五郎街道（1963年）
- 日産スター劇場
  - 赤穂から来た浪人（1963年）
  - 塀（1966年）
- 夫婦百景 第306話「走れ! 夫婦」（1964年）
- 快獣ブースカ 第2話「ブースカ出動」（1966年） - 忠太山消防署署長
- 五人の野武士 第14話「血闘 虎谷の関」（1969年）
- 太陽にほえろ!
  - 第28話「目には目を」（1973年） - 上田
  - 第146話「親と子のきずな」（1975年） - 梶原茂夫の父
- ダイヤモンド・アイ 第5話「消えた20億!」（1973年） - 老漁師
- 伝七捕物帳
  - 第24話「日本晴れ大漁節」（1974年） - 直右衛門
  - 第49話「人情母子唄」（1974年） - 喜八
  - 第123話「悪い奴らは地獄行き」（1976年） - 徳十
- 桃太郎侍 第189話「走れ! お江戸の一番纒」（1980年） - 音蔵

#### KR→TBS
- ドキュメンタリードラマ / 裁判 =ぎんなん=（1959年）
- 西武民話劇場 / 異説子守うた（1960年）
- おかあさん 第2シリーズ
  - 第60話「しあわせ」（1960年）
  - 第251話「マアおばさんはネコがすき」（1964年）
- 日立劇場
  - まごころ（1960年）
  - 母の初恋（1961年） - 主演
  - 盤嶽江戸に住む（1961年）
- 大菩薩峠（1961年）
- 日立ファミリーステージ / 判事よ自らを裁け（1961年）
- 月曜日の男 第90話「かげろう」（1963年）
- 花王ファミリー劇場 / 純愛シリーズ 第111話「ペダルを踏む恋人たち」（1963年） - 主演
- あなたお先に 第6話「雪の降る夜」（1964年） - 浦川
- いまに見ておれ 第6話（1964年）
- 国際事件記者 第19話「まぼろしの兵隊」（1965年）
- タケダアワー
  - 新隠密剣士 第27話「海の忍者」（1965年）
  - ウルトラQ 第9話「クモ男爵」（1966年） - 灯台長
  - 柔道一直線（1969年） - 日向鉄心
- 丹下左膳 第2、4話（1965年） - 十方斉
- 七人の刑事 第2シーズン 第232話「灰になった娘たち」（1966年）
- 渥美清の泣いてたまるか 第65話「ああ軍歌」（1967年）
- 不二家の時間 / 青空にとび出せ! 第2話「そこに山があったら」（1969年）
- 東芝日曜劇場
  - ゴンズイとキス（1969年）
  - ひとごろし（1970年）
- 木下恵介・人間の歌シリーズ / 俄 -浪華遊侠伝- 第2話（1970年） - 作造
- 仮面ライダーストロンガー 第12話「決闘! ストロンガーの墓場!?」（1975年） - 大和田鉄平

#### フジテレビ
- お笑い節ドラ 第16話「明治の旗本」（1959年）
- 東芝土曜劇場
  - 真冬の夜の夢（1960年）
  - 町奉行日記（1960年）
  - 空が蒼いと人が死ぬ（1960年）
  - 人狩り（1961年）
  - 死んだ男（1962年）
- お役者文七 花の絵巻（1960年）
- サンウエーブ火曜劇場 / 横丁の女（1960年） - 主演
- 不道徳教育講座 第15話「罪は人になすりつけるべし」（1960年）
- これが真実だ
  - 第13話「大津事件」（1960年）
  - 第14話「竹橋騒動」（1960年）
  - 第49話「活動大写真誕生記」（1961年）
- 夜の十時劇場 / （1960年）
- シャープ火曜劇場（1961年）
  - 絶唱
  - 母なき子 - 高田盛平
- 特捜シリーズ 第4話「非情の町」（1964年）
- 甲州遊侠伝 俺はども安（1965年）
  - 第7話
  - 第12話
- 人生劇場（1965年）
- 刑事 第5話「おんな」（1965年）
- 風来坊 第5話（1968年）
- 三匹の侍 第6シリーズ 第15話「吹き溜り」（1969年）
- おんなの劇場 / 五瓣の椿（1969年）
- ライオン奥様劇場
  - 朱鷺の墓（1973年）
  - 愛染かつら（1974年）
- 特捜記者 犯罪を追え 第20話「帝国陸軍ラッパ集」（1974年）
- アドベンチャーコメディ 夏の家族（1974年）
  - 第10話「突撃ホーム・ジャック!」
  - 第12話「父帰ル攻防戦!」
- 同心部屋御用帳 江戸の旋風 第37話「悪女の涙」（1975年）
- 新・座頭市 第1シリーズ 第27話「旅人（たびにん）の詩」（1977年） - 六兵衛

#### テレビ朝日
- 東芝家族劇場 / 春風ざむらい（1959年）
- クラボウ・ミステリー 影 / 死体の喜劇（1960年） - 主演
- 指名手配 第17、18話「逮捕第一号」（1960年）
- 人形佐七捕物帳 第9、10話（1960年）
- 特別機動捜査隊
  - 第85話「出来心」（1963年）
  - 第134話「黒い花」（1964年）- 穂高伊吉
  - 第167話「羽織の座」（1965年）
  - 第208話「落ちていた粉」（1965年） - 桜井
  - 第232話「大噴煙」（1966年）
  - 第233話「続 大噴煙」（1966年）
  - 第302話「悲しい善意」（1967年）
  - 第356話「その母」（1968年）
  - 第366話「愛の激流」（1968年） - 弥兵
  - 第436話「蟻の町」（1970年）
  - 第468話「大砂丘」（1970年） - 爺さん
  - 第472話「南紀州を張込め」（1970年） - 佐吉
  - 第532話「裏町の女」（1972年） - 利吉
  - 第588話「南海の復讐」（1973年） - 伏見
  - 第597話「愛の屈折 銀座」（1973年） - 甚三
  - 第611話「奪われた関係」（1973年） - 荘太郎
  - 第668話「嘘」（1974年） - 重吉
  - 第758話「愛情の海」（1976年） - 伊藤耕作
  - 第796話「夕陽の波止場」（1977年） - 喜太郎
- 判決
  - 第76話「教室に太陽を」（1964年）
  - 第101話「ある青春」（1964年）
  - 第119話「鉄」（1965年）
- 風来物語（1964年）
- 鉄道公安36号
  - 第87話「ラッセル車の男」（1965年）
  - 第101話「報復の起点」（1965年）
  - 第198話「幸福への驀進」（1967年）
- 乗っていたのは二十七人 第1話「生存者なし」（1965年）
- 新選組血風録 第9話「池田屋騒動異聞」（1965年） - 山崎烝の父
- 素浪人 月影兵庫
  - 第1シリーズ 第14話「友の情けは遠かった」（1966年）
  - 第2シリーズ 第40話「おヘソが苦労の種だった」（1967年）
- 俺は用心棒
  - 第1作（1967年）
    - 第6話「銃声」
    - 第23話「闇に白い火」

  - 第4作 第16話「迎えに来る武士」（1969年）
- 大丸名作劇場 / 二十四の瞳（1967年）
- 河童の三平 妖怪大作戦
  - 第6話「蜘蛛女」（1968年） - 山おやじ
  - 第25話「地獄ころがし 前編」（1969年） - 老人
- どじょっこさん 第8話（1968年）
- ライオン女性劇場 / 契りきな（1969年）
- 旅がらすくれないお仙 第32話「女の傷は深いのよ」（1969年）
- 東京コンバット 第36話「罠には罠を」（1969年）
- 素浪人 花山大吉 第42話「大めし喰らって弱かった」（1969年）
- 緋剣流れ星お蘭 第3話「あいてが上よ!」（1969年）
- 天を斬る
  - 第6話「桐の梢に」（1969年）
  - 第25話「春雷の中の女」（1970年）
- 燃えよ剣 第19話「砲声」、第20話「炎の戦陣」（1970年） - 林権助
- 遠山の金さん捕物帳
  - 第46話「顔のない女」（1971年） - 留吉
  - 第87話「首を狙った男」（1972年） - お浅の父親
- 半七捕物帳 第15話（1972年）
- 鬼平犯科帳 (松本幸四郎) 第2シリーズ 第18話「情事」（1972年） - 与五郎
- さすらいの狼 第16話「竜の心にしゃくなげ一輪」（1972年）
- 変身忍者 嵐 第25話「恐怖怪談! 魔女ゴルゴン呪いの城!!」（1972年） - 花婿の父
- 仮面ライダーV3 第2話「ダブルライダーの遺言状」（1973年） - 神父（ハサミジャガー人間態）
- 荒野の用心棒（1973年）
  - 第7話「鷲ノ巣谷に死の影が走って…」
  - 第31話「女怨み唄 地の果てに流れ…」 - 津軽花之助
- いただき勘兵衛 旅を行く 第1話「神も仏もあったとさ」（1973年） - 平助
- 新・荒野の素浪人 第35話「血風つむぎ唄」（1974年）
- テレビスター劇場 / 華麗なる一族（1974年） - 大垣市太
- 右門捕物帖 第37話「お島恨み節」（1974年）
- ザ★ゴリラ7 第6話「お湯に群がる野獣ども」（1975年）
- 鬼平犯科帳 (丹波哲郎) 第17話「むかしなじみ」（1975年） - 利助
- 敬礼!さわやかさん 第15話「雪ン子母恋歌」（1976年）
- 達磨大助事件帳
  - 第3話「父子だるま」（1977年）
  - 第9話「夜明けの父娘」（1977年）
  - 第12話「からくり花泥棒」（1978年）
- 燃えろアタック 第6話「初めて知った母の秘密」（1979年）
- 伝七捕物帳 第8話「はぐれ者」（1979年）
- 吉宗評判記 暴れん坊将軍 第86話「天下御免の大泥棒」（1979年） - 吉兵衛
- 長七郎天下ご免! 第11話「泣き笑いにせ者人生」（1980年） - 善助

#### 東京12チャンネル
- プレイガール
  - 第41話「早く彼女にタオルをあげて」（1970年）
  - 第54話「女の蕾に手を出すな」（1970年）
  - 第87話「おんな命の預け方」（1970年）
  - 第91話「酔いどれはだか仁義」（1970年）
  - 第112話「妻は過去に何をしていた?」（1971年）
- 日本怪談劇場 第12話「怪談・乳房の呪い」（1970年） - 雲海
- 大江戸捜査網 第1シリーズ 第12話「八百八町のいかす奴」（1970年）
- ワン・ツウ・アタック! 第7話「涙をふッ飛ばせ」（1971年） - 漁師
- 旅人異三郎 第3話「祭太鼓が涙で鳴った」（1973年）

### テレビ番組
- 私だけが知っている 第66回「けがれた雪」（1959年、NHK）

## 著書
- 芸能界今昔:俳優・永井柳太郎の生涯（大手町企画、1978年）